# Тыртовы
Тыртовы — древний дворянский род.
При подаче документов (1686) для внесения рода в Бархатную книгу, была предоставлена родословная роспись Тыртовых.
Род внесён в VI и II части родословных книг Тверской, Новгородской, Псковской и Московской губерний.

## Происхождение и история рода
Происходит от Гавриила Семеновича Тыртова, бывшего посланником к крымскому хану Сафа-Гирею (1543), и убитого (1548) в сражении с татарами.
Его сын Тихон был сотенным головой в ливонском походе (1558). В XVI и XVII веках несколько Тыртовых были воеводами. Род жалован от государей за службу поместьями (1627).
Яков Иванович Тыртов был при Павле I генерал-лейтенантом.

## Описание герба
В голубом поле видна вылетающая с левой стороны из облаков серебряная стрела, а внизу неё изображены три серебряные звезды и золотой лев, идущий по земле в правую сторону.
На щите дворянский коронованный шлем. Намёт на щите голубой, подложенный золотом. (Гербовник, IV, 93).

## Известные представители
- Тыртов Фёдор Васильевич — воевода в Белоозере (1651)[5].
- Тыртов Иван Васильевич — московский дворянин (1668).
- Тыртовы: Пётр и Иван Фёдоровичи — московские дворяне (1676—1677).
- Тыртовы: Яков Прокофьевич и Богдан Иванович — стольники царицы Евдокии Фёдоровны (1692).
- Тыртовы: Никита Петрович и Иван Андреевич Меньшой — стряпчие (1692).
- Тыртовы: Иван Иванович, Иван Андреевич — стольники (1682—1692)[6].
- Тыртов, Павел Петрович — (1838—1903) — русский флотоводец, адмирал, с 1896 года — Управляющий Морским министерством и член Государственного Совета.
- Тыртов, Сергей Петрович — (1839—1903) — русский вице-адмирал. Именем С. П. Тыртова названа гора в заливе Лаврентия (Берингово море).